# Мордарка (потік)
Мордарка (пол. Mordarka (potok)) — гірський потік в Польщі, у Лімановському повіті Малопольського воєводства. Права притока Совліни, (басейн Балтійського моря).

## Опис
Довжина потоку 7 км, падіння потоку 390 м, похил потоку 40,00 м/км, найкоротша відстань між витоком і гирлом — 2,99 км, коефіцієнт звивистості потоку — 2,35. Формується багатьма безіменними потоками та частково каналізована. Потік тече у Бескиді Висповому.

## Розташування
Бере початок на південно-східних схилах гори Лисої (670 м) на висоті 670 м над рівнем моря у населеному пункті Сарчин села Мордарка. Спочатку тече на південний схід, потім на південний захід і на південно-західній околиці села повертає на північний захід. У місті Лімановаа впадає у річку Совліну, праву притоку Лососіни.

## Цікаві факти
- У місті Ліманова річку перетинає державний автошлях  28.
- Навколо річки пролягають туристичні шляхи, яки на мапі туристичній значаться кольором: синім (Ліманова — Мейська (716 м) — Салаш Західний (763 м) — Салаш (909 м); зеленим (Салаш (909 м) — Велике Поле — На Гурже)[3].